# داش زیره
جزیره داش زیره (به ترکی آذربایجانی: Daş Zirə) یا زیره کوچک (به ترکی آذربایجانی: Kiçik Zirə) یا وولف  (به لاتین: Vulf) یک جزیره خالی از سکنه و باشنده در جمهوری آذربایجان است که در دریای کاسپین و مجمع‌الجزایر باکو جای دارد. واژه زیره برگرفته از واژه جزیره است.

## جغرافیا
مساحت این جزیره تقریباً ۱ کیلومتر مربع (۲۴۷۱۱ هکتار) است. آب‌های پیرامون این جزیره بسیار کم‌عمق است و به دلیل آلودگی روغنی و نفتی و همچنین بسیاری از عوامل دیگر، پوشش گیاهی بسیار کمی در این جزیره وجود دارد.

## بوم‌شناسی
چندین گونه جانوری و گیاهی از جمله فک کاسپی، ماهیان خاویاری، خوتکا، ماهی‌های کشیم و شاخچه‌ها در این جزیره و پیرامون آن یافت می‌شوند.